# Martha Goldstein
Martha Goldstein (født Martha Svendsen 10. juni 1919 i Baltimore, Maryland – 14. februar 2014 i Seattle) var en amerikansk cembalist og pianist, der gav koncerter i Norge, Sverige og USA. Hun fremførte bl.a. værker af Georg Friedrich Händel, Frédéric Chopin, Georg Philipp Telemann, Franz Liszt og Ferruccio Busoni.
Hun blev undervist på Peabody Institute i Baltimore og Juilliard School i New York. Som voksen underviste hun på Peabody Institute i 20 år og på Cornish College of the Arts.